# Henryk Lew
Henryk Lew (niem. Heinrich der Löwe) (ur. 1129/30 lub 1133/35, zm. 6 sierpnia 1195 w Brunszwiku) – książę Saksonii Henryk III 1142–1180 i Bawarii Henryk XII 1156–1180 z dynastii Welfów.

## Pierwsze lata życia
Henryk Lew był synem księcia bawarskiego Henryka Pysznego i wnukiem po kądzieli cesarza Lotara III. Matka Henryka Gertruda była córką Lotara. Nie ma pewnych danych dotyczących daty narodzin Henryka Lwa. Sam twierdził, że pochodził ze Szwabii, ale dokładne miejsce, takie jak zamek Ravensburg, pozostaje niepewne. Różne źródła sugerują różne lata: Gerhard ze Steterburga  podał, że Henryk zmarł w 1195 roku w wieku 66 lat, co wskazywałoby na narodziny w 1129/1130. Istnieje jednak możliwość błędu kopisty, który mógł pomylić zapis LXVI (66) z LXIII (63), sugerując datę narodzin 1132/1133.
Roczniki Weingarteńskie informują o chrzcie Henryka w 1135 roku, co podważa wcześniejszą datę urodzenia, ponieważ chrzest zazwyczaj następował zaraz po narodzinach. Kronika Rymowana z Brunszwiku twierdzi, że Henryk miał pięć lat w chwili śmierci ojca w 1141 roku, co sugerowałoby rok urodzenia 1136. Większość źródeł wskazuje na lata 1133–1135 jako najbardziej prawdopodobny okres narodzin. W chwili śmierci ojca w 1139 roku Henryk miał prawdopodobnie 4–6 lat. Do 1142 roku był niepełnoletni, co potwierdzają działania podejmowane w jego imieniu przez matkę, Gertrudę.

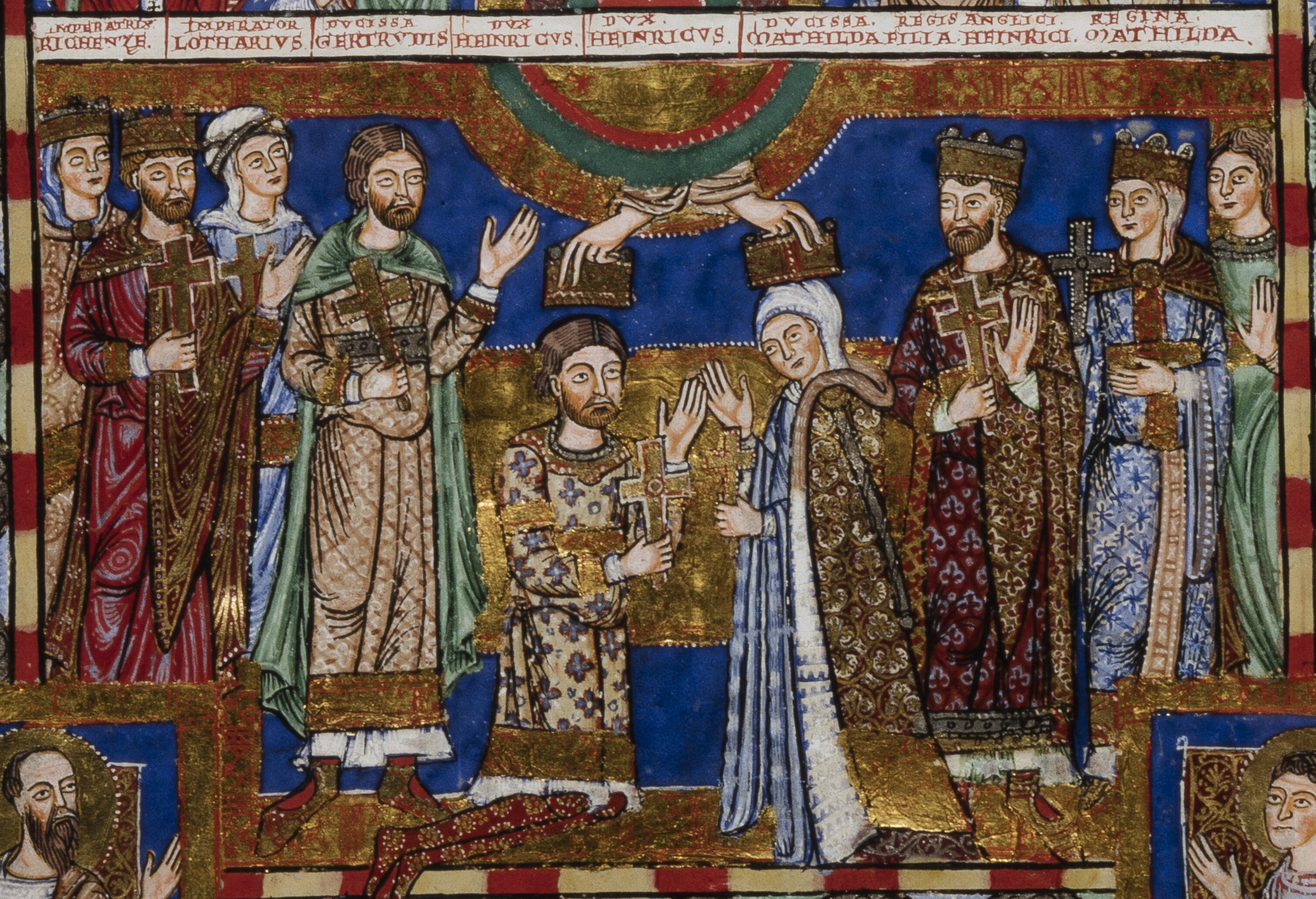
Koronacja Henryka Lwa i Matyldy w ewangeliarzu

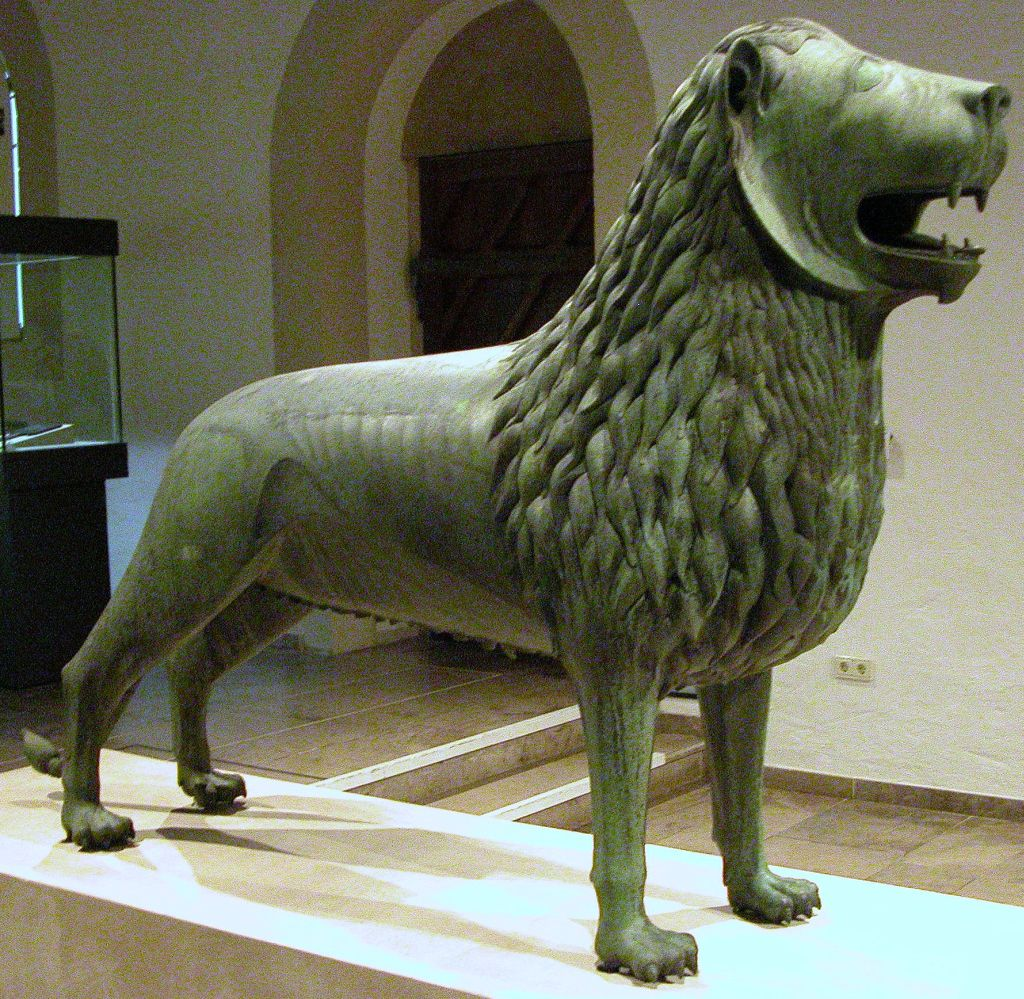
Tzw. lew brunszwicki – zoomorficzny pomnik ku czci Henryka Lwa na zamku w Dankwarderode

## Książę Saksonii
W grudniu 1137 roku zmarł cesarz Lotar III. Po jego śmierci doszło do złożonej sytuacji politycznej, gdy między nowo obranym królem Konradem III, pierwszym władcą z dynastii Hohenstaufów na tronie niemieckim, a Henrykiem Pysznym, księciem saskim, wybuchł poważny konflikt. Konrad odebrał Henrykowi władzę nad Bawarią i Saksonią.
W 1138 roku Konrad przekazał księstwo saskie Albrechtowi Niedźwiedziowi. 26 lipca tego samego roku Albrecht po raz pierwszy został oficjalnie nazwany księciem i występuje w 18 zachowanych dokumentach z tego okresu jako „dux”, co należy rozumieć jako „książę”.
Jednak jego władza w Saksonii okazała się krótkotrwała. Część saskich możnych, których opinia nie została uwzględniona przez Konrada przy mianowaniu księcia, rozpoczęła działania przeciwko Albrechtowi Niedźwiedziowi. Jeszcze w 1138 roku spalono Bernburg, siedzibę jego matki. W 1140 roku przeciwnicy Albrechta podpalili zamek Anhalt i zmusili go do opuszczenia ojczystych ziem. Pomimo późniejszych prób nie udało mu się odzyskać rzeczywistej władzy książęcej w Saksonii ani przeciwstawić się roszczeniom Welfów do tych ziem. Przez kilka lat formalnie uznawano go za prawowitego księcia Saksonii. Ostatni raz został określony jako książę Saksonii w dokumencie królewskim z Kolonii, datowanym na 14 września 1141 roku. W 1142 roku Albrecht został zmuszony do rezygnacji z tytułu księcia saskiego. W maju tego samego roku podczas sejmu Rzeszy we Frankfurcie król zawarł pokój z Sasami. Henryk Lew, syn Henryka Pysznego, został przez władcę obdarzony księstwem Saksonii.

## Zarzewie przyszłych konfliktów
Henryk Lew, po uzyskaniu tytułu księcia Saksonii, konsekwentnie dążył do wzmocnienia swojej władzy oraz zwiększenia zakresu swoich kompetencji. Jego działania prowadziły do konfliktów z wpływowymi rodami Saksonii, które wolały zależność lenną od cesarza niż od miejscowego księcia. Opozycję stanowili również magnaci Kościoła, dążący do powiększenia swoich posiadłości feudalnych. Młody, zaledwie kilkunastoletni książę od początku swoich rządów nie wahał się sięgać po brutalne i bezwzględne środki, co potwierdzają wydarzenia związane z podziałem spadku po zamordowanym w 1144 roku bezdzietnym hrabim Rudolfie II ze Stade.
Po śmierci Rudolfa II, jego brat Hartwig, pełniący funkcję prepozyta kapituły katedralnej w Bremie, zadecydował, że majątek hrabiów z Stade przejdzie w ręce arcybiskupa Bremy, Adalbera. Jednak na królewskim zjeździe w Magdeburgu w grudniu 1144 roku Henryk Lew i jego zwolennicy zgłosili sprzeciw, domagając się całego spadku dla księcia Saksonii. Król Konrad III postanowił powołać konsylium sędziowskie, które miało rozstrzygnąć sprawę. W skład komisji weszli wrogowie Henryka, z arcybiskupem Adalberem na czele oraz m.in. Albrechtem Niedźwiedziem.
Henryk Lew nie zamierzał jednak czekać na wynik postępowania. Jesienią 1145 roku, podczas obrad konsylium w Ramelsloh, na jego rozkaz Adalber i Hartwig zostali porwani i uwięzieni w Lüneburgu. Pod groźbą śmierci zmienili swoje stanowisko, co umożliwiło Henrykowi przejęcie majątku hrabiów z Stade i obsadzenie tamtejszych miast swoimi stronnikami. Podobnie bezwzględnie postąpił z majątkami hrabiów z Plötzkau w 1148 roku oraz z Winzenburga w 1152 roku.

## Krucjata 1147 r.
W 1108 roku książęta oraz biskupi wschodnioniemieccy, działając z Magdeburga, wystosowali apel do rycerstwa z zachodnich obszarów cesarstwa. Wzywali w nim do walki z pogańskimi Słowianami, wskazując zarówno na religijny cel tej "świętej wojny", jak i potencjalne korzyści materialne. Podkreślali możliwość przejęcia urodzajnych terenów, odebrania ich "poganom" i przekazania ich zwycięzcom. Nie ma jednak pewności, czy apel ten już wtedy spotkał się z pozytywną reakcją rycerstwa.
Hasła te zyskały na znaczeniu w czasie drugiej krucjaty, w 1147 roku. Za zgodą Bernarda z Clairvaux, znaczna część niemieckiego rycerstwa, zwłaszcza z Saksonii, zamiast wyruszyć z Konradem III do Ziemi Świętej, skierowała swoje siły przeciwko pogańskim Słowianom. Wyprawa ta była wymierzona w wschodnią część ziem Obodrytów, fragment Stodoranii (okolice Hobolina), resztki plemion wieleckich z dawnego Związku Lutyckiego, a także dotknęła Pomorzan zachodnich. Na czele krzyżowców stanęli książęta najbardziej zainteresowani walką: Henryk Lew, książę Saksonii, margrabia Albrecht Niedźwiedź, Konrad Wettin, margrabia Miśni, Mieszko III Stary, książę wielkopolski, oraz królowie duńscy – Kanut V i Swen Grade.
Henryk Lew, mimo młodego wieku, odegrał kluczową rolę w tej krucjacie, będąc jednym z jej głównych organizatorów. Dowodził północnym oddziałem krzyżowców liczącym około 40 tysięcy żołnierzy. Po przekroczeniu Łaby i trudnym marszu przez ziemie Połabian jego armia dotarła pod Dubin, gdzie rozpoczęło się oblężenie. Do niemieckich wojsk dołączyły siły duńskie, jednak były one osłabione przez wewnętrzne konflikty. Oblężenie przebiegało chaotycznie i bezskutecznie. Niemcy, kierując się względami ekonomicznymi, unikali całkowitego zniszczenia Dubina, co wywołało spory z łupieżczymi żołnierzami. Wykorzystali to Obodryci pod dowództwem księcia Niklota, którzy zorganizowali niszczycielski atak na Duńczyków, zmuszając ich do odwrotu. Na morzu flota Ranów, sojuszników Obodrytów, zadała klęskę Duńczykom u ujścia Warnawy, co pogłębiło chaos w szeregach krzyżowców. Ostatecznie, po kilku miesiącach bezowocnego oblężenia, Niemcy i Duńczycy wycofali się. Słowianie zgodzili się na warunki rozejmu, lecz umiejętnie oszukali przeciwników, zachowując jeńców zdolnych do pracy i deklarując pozorne nawrócenie na chrześcijaństwo. Wyprawa zakończyła się niepowodzeniem krzyżowców, którzy ponieśli dotkliwe straty, co wzmocniło pozycję Niklota i jego wojsk.
Mimo klęski militarnej, krucjata przyczyniła się do osłabienia oporu Słowian, co ułatwiło późniejsze podboje niemieckie. Jednak główny cel wyprawy, określony w wezwaniach Bernarda z Clairvaux i bulli papieskiej Eugeniusza III, pozostał niezrealizowany.

## Fryderyk I Barbarossai Henryk Lew
Fryderyk I Barbarossa z dynastii Hohenstaufów został koronowany na króla Niemiec 9 marca 1152 roku w Akwizgranie. Kluczową rolę w jego wyborze, poprzedzonym trudnymi negocjacjami dyplomatycznymi między czołowymi rodami niemieckimi, odegrało poparcie Henryka Lwa z rodu Welfów, księcia Saksonii od 1142 roku. Obaj byli kuzynami – matka Barbarossy, Judyta, była siostrą ojca Henryka Lwa, Henryka X Pysznego. Przez ponad dwie dekady kuzyni ściśle współpracowali. Henryk Lew, w zamian za wsparcie przy wyborze na króla oraz późniejsze wspieranie Barbarossy podczas wypraw wojennych do Włoch, a także za swoje osobiste zaangażowanie i dostarczanie największych kontyngentów wojskowych, był stale wynagradzany przez Fryderyka. Już 9 maja 1152 roku Barbarossa nadał mu w lenno majątek królewski w Goslarze, zapewniający znaczne i stałe dochody dzięki kopalniom srebra w górach Rammelsberg. Na zjeździe w Würzburgu w październiku 1152 roku Fryderyk Barbarossa ogłosił termin wyprawy do Włoch, mającej na celu koronację cesarską, planowaną na jesień 1154 roku. Jednak już podczas zjazdu w Konstancji w marcu 1153 roku król musiał zmierzyć się z konfliktem narastającym w miastach północnych Włoch, zwłaszcza między Mediolanem a Lodi. Barbarossa postanowił rozwiązać problem zbrojnie, a jego armia wkroczyła do Italii późną jesienią 1154 roku. Towarzyszył mu Henryk Lew, który poprowadził największy kontyngent ciężkozbrojnej jazdy. Wyprawa napotkała opór ze strony Tortony, dobrze umocnionego miasta sprzymierzonego z Mediolanem. Oblężenie tego miasta zostało powierzone Henrykowi Lwu, który 17 lutego 1155 roku zdobył dolną część miasta, a po dwóch miesiącach zmusił do kapitulacji także część górną, niszcząc Tortonę.
W 1155 roku, 18 czerwca, w Bazylice św. Piotra w Rzymie, papież Hadrian IV koronował Fryderyka I Barbarossę na cesarza. Tego samego dnia w Rzymie wybuchło powstanie przeciwko Niemcom i nowemu cesarzowi. Szczególnie krwawe starcia miały miejsce na moście św. Anioła i w dzielnicy Zatybrze. Henryk Lew najpierw obronił swój obóz przed atakiem, a następnie zdławił powstanie. Jesienią 1156 roku, po powrocie do Saksonii, Henryk Lew zaangażował się w konflikt w Danii między pretendentami do tronu. Wspierał Swena Grade, uznanego przez Barbarossę za prawowitego króla, który wcześniej został wygnany przez konkurenta, Kanuta Magnussona. Swen, znajdując schronienie w Saksonii, otrzymał wsparcie wojskowe od Henryka. Na czele armii Henryk wkroczył do Jutlandii, aby przywrócić Swena na tron. Niemcy początkowo odnosili sukcesy, zdobywając posiadłości biskupie w Szlezwiku i Ribe oraz odnosząc zwycięstwa pod Hadersleben. Jednak w styczniu 1157 roku Henryk wycofał się do Saksonii, a Swen zdołał przejąć część kraju dzięki wsparciu floty Obodrytów pod dowództwem Niklota. Od 1156 roku narastał konflikt między cesarzem Barbarossą a papiestwem, szczególnie po tym, jak legat papieski (przyszły papież Aleksander III) oświadczył, że korona cesarska jest beneficjum papieskim, co czyni cesarza lennikiem papieża. W kolejnych latach Barbarossa wielokrotnie wyruszał na wojny do północnych Włoch, tłumiąc buntujące się miasta. Henryk Lew nieustannie wspierał cesarza, dostarczając mu wojska i biorąc udział w kampaniach.
17 września 1156 roku, w Regensburgu został zawarty kompromis, tzw. Privilegium Minus dot. księstwa bawarskiego. Henryk Lew odzyskał księstwo bawarskie, ale jego wschodnia część – Marchia Austriacka – została wydzielona i podniesiona do rangi księstwa (ducatus Austrie), które nadano Henrykowi Jasomirgottowi.Przy nadaniu  obu księstw – bawarskiego i saksońskiego – Henryk zyskał nowy przydomek: „Henryk Lew” (Heinricus leo). Przydomek ten symbolizował potęgę jego władzy.

## Połabie
Książę Obodrytów, Niklot, w latach 1147–1160 prowadził walkę o zachowanie suwerenności swojego państwa słowiańskiego w obliczu presji niemieckiej i duńskiej. Po zwycięskim odparciu krucjaty w 1147 roku rozpoczął okres względnego spokoju i odbudowy. Niklot przeciwdziałał kolonizacji niemieckiej i inwazji kościelnej, jednocześnie starając się utrzymywać pozory dobrych relacji z Cesarstwem. Wbrew poglądom niektórych niemieckich badaczy, nie był podporządkowany Henrykowi Lwu, który dążył do zniszczenia jego władztwa na wzór ekspansji Albrechta Niedźwiedzia. Pod rządami Niklota Obodryci przeżywali okres kulturalnego i gospodarczego rozkwitu. Książę prowadził ekspansję na północ, wykorzystując walki o duński tron. Najazdy na wyspy takie jak Lolland, Falster czy Fyn pozwoliły na ich słowiańską kolonizację, a duńskie wybrzeża były regularnie nękane. Niklot zmusił również Duńczyków do płacenia ceł morskich, co wywołało skargi u kronikarza Saxo Grammaticusa. Duńczycy, niezdolni do skutecznej obrony, budowali zapory morskie, ale Słowianie kontynuowali ataki. W 1151 roku Niklot, wspierany przez 2000 saskich rycerzy, stłumił bunt Czrezpienian i Chyżan. W 1156 roku wsparł Henryka Lwa w konflikcie z Danią, jednak jego polityczne manewry budziły nieufność Niemców i Duńczyków. W 1158 roku Waldemar I Wielki, nowy król Danii, sprzymierzył się z cesarzem Fryderykiem Barbarossą przeciwko Obodrytom. W odpowiedzi Henryk Lew zażądał od Niklota zaprzestania najazdów na Danię, grożąc wojną. Niklot odmówił, obawiając się utraty dochodów oraz rozruchów wewnętrznych, a także nie mogąc zaufać Waldemarowi, który wspierał jego zbuntowanego syna Prislava. Henryk Lew zaatakował w 1158 roku, uwięził Niklota i zmusił go do oddania części ziem. Synowie księcia, Przybysław i Warcisław, odpowiedzieli niszczeniem niemieckich grodów, co doprowadziło do wznowienia negocjacji i uwolnienia Niklota. Jednak w 1160 roku niemiecko-duńska koalicja zaatakowała Obodrytów. Po zaciętych walkach Henryk Lew zakazał litości dla pokonanych, a wiele obodryckich twierdz, takich jak Mechlin i Ilow, zostało zniszczonych. Niklot próbował walczyć na linii grodów obronnych, ale przeważające siły wroga zmusiły go do wycofania się. Ostateczną klęskę przyniosła walna bitwa pod grodem Orle. Mimo heroicznej szarży jazdy pancernej Obodryci nie zdołali przełamać oporu Niemców. Niklot, w akcie desperacji, zorganizował zasadzkę na Niemców, ale został zdradzony i pokonany. Poległ na polu bitwy, a jego głowa została dostarczona Henrykowi Lwu. Śmierć Niklota zakończyła epokę obodryckiej niezależności i symbolizowała upadek ostatniego słowiańskiego władcy walczącego o niezależność na Połabiu. Henryk Lew, zwycięzca nad Niklotem, podzielił ziemie Obodrytów pomiędzy swoich wasali, jednak synowie zmarłego władcy nie złożyli broni. Spalili gród Orle i, cofając się w stronę Pomorza Zachodniego, gromadzili siły. W 1163 roku doszło do bitwy pod Orle, gdzie Warcisław został schwytany przez Henryka. Przybysław, unikając pojmania, kontynuował walkę, wycofując się ku granicy Pomorza. W międzyczasie Waldemar I Duński dążył do osadzenia Prislava jako marionetkowego władcy Obodrytów, czemu sprzeciwił się Henryk Lew. Konflikty te ujawniły rywalizację o kontrolę nad regionem. Na początku 1164 roku Przybysław zainicjował wielką ofensywę. Wspierany przez oddziały pomorskich książąt, niespodziewanie zaatakował podzielone ziemie Obodrytów. 16 lutego 1164 roku zdobył zamek w Mechlinie po brutalnym szturmie, podczas którego wojska Przybysława wymordowały niemieckich rycerzy i kolonistów, a kobiety i dzieci wzięły w niewolę. Następnie jego armia sukcesywnie odzyskiwała obodryckie grody, w tym Malechowo. Jednak warownia w Ilowie oparła się atakom – niemiecki dowódca zagroził, że spali żywcem wszystkich Słowian znajdujących się w grodzie. W międzyczasie ziemie Obodrytów ogarnął masowy zryw powstańczy. Henryk Lew, zszokowany sukcesami Przybysława, przystąpił do kontrataku. Zawiązał sojusz z Waldemarem I, planując atak z dwóch stron – Duńczycy mieli zaatakować Rugię, a Niemcy wkroczyć do Księstwa Obodrytów. Po drodze Henryk Lew, w akcie brutalności, powiesił Warcisława pod Trostbergiem. Kulminacją tych działań była bitwa pod Wierzchnem 6 lipca 1164 roku. Bitwa przebiegła w trzech fazach. Armia obodrycko-pomorska zaskoczyła Niemców w nocy, gdy ci nie wystawili straży. Rankiem wojska Słowian zaatakowały niemiecki obóz, wywołując chaos. Pierwszy szturm został odparty kosztem dużych strat Niemców, ale druga fala ataku, prowadzona przez ciężką jazdę, złamała niemieckie linie. W walce zginęło wielu niemieckich rycerzy, w tym Adolf II Holsztyński oraz jego zastępca Reinhold von Dithmarschen. Gdy Słowianie zaczęli zbierać łupy, zostali niespodziewanie zaatakowani przez niemieckie odwody, co zmusiło ich do odwrotu w stronę Dymina. Niemieckie źródła, niechętne Słowianom, określiły bitwę jako niemieckie zwycięstwo, mimo ogromnych strat i upokorzenia w początkowej fazie walk. Bitwa pod Wierzchnem zakończyła się politycznym kompromisem. Henryk Lew uznał prawa Przybysława do tronu Obodrytów, ale zmusił go do przyjęcia zależności wasalnej od Niemiec. Tym samym zakończyła się niezależna historia Księstwa Obodryckiego. Wkrótce ziemie te zostały poddane intensywnej germanizacji i chrystianizacji – niemieccy misjonarze i koloniści rozpoczęli proces wynaradawiania słowiańskiej ludności. Był to początek końca słowiańskiej tożsamości ziem obodryckich.

## Henryk Lew iAlbrecht Niedźwiedź
Hrabia Plötzkau, Bernard, będący ostatnim przedstawicielem swojej linii, zginął 26 października 1147 roku podczas krucjaty zorganizowanej przez króla Konrada III. Jego śmierć zaostrzyła konflikt pomiędzy Albrechtem Niedźwiedziem a Henrykiem Lwem, gdyż obaj pretendowali do przejęcia majątku położonego na wschodnich rubieżach Harzu. Król, będąc u kresu swojego życia, nie był w stanie rozstrzygnąć tego sporu. Sytuację dodatkowo skomplikowało zabójstwo hrabiego Hermanna II z Winzenburga oraz jego żony Liutgardy ze Stade w styczniu 1152 roku. Oboje zmarli bez męskiego potomka, co otworzyło rywalizację o ich majątek, który miał kluczowe znaczenie dla przejęcia dominacji w Saksonii – znacznie większe niż dobra Plötzkau. Zarówno Henryk Lew, jak i Albrecht Niedźwiedź rościli sobie prawa do spadku. Albrecht opierał swoje roszczenia na więzach rodzinnych, jeśli bowiem jego żona Zofia była siostrą zamordowanego Hermanna, miałby prawo do dziedziczenia jako krewny. Henryk Lew z kolei powoływał się na zasady prawa lennego, twierdząc, że bezpotomna śmierć hrabiego oznacza przejęcie jego majątku przez księcia. Spór o te ziemie doprowadził do zbrojnych starć, które według przekazów kronikarskich toczyły się na zachodnich obszarach Harzu. Dopiero w 1152 roku, przy drugim podejściu, cesarz Fryderyk Barbarossa zdołał rozwiązać tę kwestię. W wyniku jego mediacji Henryk Lew otrzymał bardziej wartościową część majątku, podczas gdy Albrecht Niedźwiedź musiał zadowolić się hrabstwem Plötzkau.
Podczas zjazdu w Norymberdze w sierpniu 1163 roku cesarz Fryderyk I Barbarossa skutecznie zapobiegł sformowaniu sojuszu wojskowego wymierzonego przeciwko Henrykowi Lwu. W inicjatywie tej uczestniczyli król Władysław z Czech, książęta Welf VI i Henryk Jasomirgott z Austrii, a także margrabia Otakar ze Styrii, natomiast głównymi organizatorami przymierza byli Albrecht Niedźwiedź, palatyn Adalbert z Sommerschenburga, landgraf Ludwik z Turyngii oraz biskup Udo z Naumburga. Mimo że cesarzowi udało się chwilowo udaremnić te plany, przyczyny napięć pozostały nierozwiązane. Już w 1164 roku Albrecht Niedźwiedź wraz z Adalbertem z Sommerschenburga zawarli kolejne przymierze przeciwko Henrykowi Lwu, jednak jego skuteczność osłabiła pasywna postawa Albrechta. W efekcie Adalbert został zmuszony do oddania zamku Lauenburg, co dodatkowo wzmocniło pozycję Henryka Lwa. Stałe wsparcie udzielane przez cesarza Henrykowi skutecznie powstrzymywało działania jego oponentów. Jednak przygotowania Fryderyka Barbarossy do czwartej wyprawy do Włoch w 1166 roku ponownie wznieciły sprzysiężenia przeciwko Henrykowi. W tym okresie arcybiskup Wichmann z Magdeburga oraz biskup Hermann I z Hildesheim utworzyli szeroką koalicję, do której dołączyli landgraf Ludwik II z Turyngii, Albrecht Niedźwiedź, jego synowie, a także zięć Otton, margrabia Miśni. Sojusz objął północną część Niemiec, sięgając aż po Ren. W 1167 roku do tej koalicji przystąpił arcybiskup Rainald z Kolonii. Jego niespodziewana śmierć pod Rzymem zapobiegła jednak poważnemu osłabieniu pozycji Henryka Lwa. Jesienią tego samego roku Fryderyk Barbarossa wysłał arcybiskupa Christiana z Moguncji, aby wynegocjował rozejm w Saksonii i zorganizował wsparcie wojskowe dla działań w Italii. Po powrocie cesarza do Niemiec w marcu 1168 roku jego oponenci odmówili udziału w sejmie w Würzburgu. Po intensywnych negocjacjach doszło jednak do zawarcia rozejmu we Frankfurcie 1 czerwca 1168 roku. W październiku tego roku śmierć arcybiskupa Hartwiga z Bremy wywołała spór o sukcesję między kanonikiem Zygfrydem, synem Albrechta Niedźwiedzia, a dziekanem Otbertem. Fryderyk Barbarossa interweniował, eliminując obu pretendentów i mianując na arcybiskupa Balduina z Halberstadt. Kontynuowane wsparcie cesarza dla Henryka Lwa przedłużało jednak konflikt w regionie, który zakończył się dopiero po śmierci Albrechta Niedźwiedzia w listopadzie 1170 roku. Dzięki działaniom Fryderyka I na sejmie w Erfurcie w czerwcu 1170 roku oraz zgonowi największego przeciwnika Henryka Lwa udało się przywrócić pokój w Saksonii, kończąc długoletni spór.

## PielgrzymkadoJerozolimy
Podróż Henryka do Jerozolimy w 1172 roku miała na celu podniesienie jego prestiżu oraz, jako akt religijnego oddania, zapewnienie pomyślności potomstwa. 13 stycznia 1172 roku Henryk wyruszył z wojskiem liczącym co najmniej 1500 ludzi. Towarzyszyli mu arcybiskup Baldwin z Hamburga-Bremy, biskup Konrad z Lubeki, opaci Henryk z klasztoru św. Idziego w Brunszwiku i Berthold z klasztoru św. Michała w Lüneburgu oraz książę Obodrytów Przebysław. Regentem Saksonii podczas jego nieobecności został arcybiskup Wichmann z Magdeburga. Żona Henryka, Matylda, pozostała w Brunszwiku. Król Węgier Stefan III wysłał Henrykowi jedynie posła, który miał go przeprowadzić przez swoje ziemie. Natomiast cesarz bizantyjski Manuel I Komnen, który przez dziesięciolecia prowadził rywalizację z Barbarossą, przyjął Henryka w Konstantynopolu z honorami równymi królewskim. Henryk otrzymał wielkie ilości jedwabiu dla swoich rycerzy. Podróż kontynuowano do Jerozolimy, gdzie Henryka powitali król Amalryk I i patriarcha Jerozolimy. Henryk ofiarował znaczne sumy na rzecz Grobu Świętego i kaplicy Świętego Krzyża oraz broń i pieniądze zakonowi templariuszy i joannitów. Z powodu trudnej sytuacji Królestwa Jerozolimskiego Amalryk i templariusze odradzili Henrykowi udział w walkach z niewiernymi. W związku z tym pielgrzymka zakończyła się wcześniej niż planowano. Na początku stycznia 1173 roku Henryk powrócił do Brunszwiku).

## Wojna Henryka Lwa zFryderykiem Barbarossą

### Geneza konfliktu Henryka Lwa z Fryderykiem Barbarossą
Pod koniec sierpnia 1177 roku Henryk Lew, dowiedziawszy się o odradzającej się koalicji niemieckich feudałów przeciwko niemu – tym razem wspieranej przez cesarza Fryderyka Barbarossę – pośpiesznie opuścił obóz pod Dyminem i udał się do Brunszwiku w Saksonii. Powodem jego nagłego powrotu była konieczność interwencji w związku z przybyciem z wygnania biskupa Ulryka. Duchowny, który w latach 1150–1160 piastował urząd biskupa Halberstadt, popadł w konflikt z Henrykiem. W 1159 roku Ulryk wsparł papieża Aleksandra III – przeciwnika cesarza, co skłoniło Henryka do działania. W rezultacie, w 1160 roku Ulryk został usunięty z urzędu, pozbawiony majątku i wygnany.
Sytuacja uległa zmianie po tym, jak Henryk odmówił wsparcia cesarzowi podczas wyprawy do Włoch. Po klęsce cesarskiej armii pod Legnano 29 maja 1176 roku Fryderyk Barbarossa został zmuszony do podpisania 1 sierpnia 1177 roku niekorzystnego pokoju w Wenecji oraz upokarzającego aktu pokory wobec papieża Aleksandra III. W rezultacie konflikt między Henrykiem a cesarzem zaostrzył się, a obaj przygotowywali się do wojny. Fryderyk wezwał niemieckich feudałów do wystąpienia zbrojnie przeciwko Henrykowi i przywrócił do łask jego dawnych przeciwników, w tym Ulryka, który na mocy dekretu papieskiego wrócił do Halberstadt i ponownie objął stanowisko biskupa.
Kiedy Henryk oblegał Dymin, Ulryk przejął kontrolę nad biskupstwem, wygnał dotychczasowego protegowanego Henryka, biskupa Gerona, i rozpoczął przygotowania do zbrojnej konfrontacji, rzucając przy tym klątwę na księcia Saksonii. Po powrocie z Pomorza Henryk zaatakował i zniszczył warownię Ulryka w Hornburgu, co doprowadziło do wybuchu wojny domowej.

### Kluczowe starcia i eskalacja wojny domowej
Arcybiskup Kolonii Filip, wspierający cesarza, najechał ziemie Henryka, niszcząc je i docierając aż pod Hameln nad Wezerą. Tymczasem Ulryk, wspierany przez margrabiego Miśni Ottona Bogatego oraz Bernarda Askańczyka, podszedł pod Halberstadt, gdzie rozpoczął budowę warowni Langenstein. Gdy pod Hoppelbergiem zebrały się siły obu stron, mediacja arcybiskupa Wichmanna opóźniła starcie. Jednak zaufani Henryka podpalili nową twierdzę Ulryka, co dodatkowo zaostrzyło konflikt.
Do przeciwników Henryka dołączył margrabia Łużyc Dytryk II z rodu Wettynów. W odpowiedzi Henryk wezwał na pomoc swojego sojusznika, księcia pomorskiego Kazimierza. We wrześniu 1178 roku Kazimierz, na czele wojsk pomorskich i słowiańskich, najechał Marchię Łużycką, siejąc zniszczenie. W bitwie pod Lubinem 19 września 1178 roku wojska margrabiego poniosły druzgocącą klęskę, a wielu jego ludzi trafiło do niewoli. Był to pierwszy z trzech najazdów Kazimierza na Łużyce i Brandenburgię, które miały miejsce w latach 1178–1180, w ramach wsparcia militarnego dla Henryka Lwa.
W tym samym czasie rozegrały się kluczowe wydarzenia pod Hoppelbergiem. Sprzymierzony z Henrykiem Lwem palatyn saski Adalbert von Sommerschenburg przyprowadził znaczne posiłki, które zostały zaatakowane przez Bernarda z Anhalt. Adalbert poniósł dotkliwą klęskę, prawdopodobnie tracąc życie na polu bitwy. Skala porażki była ogromna, o czym świadczy wzięcie do niewoli około 400 rycerzy z jego armii. Mimo tego sukcesu przeciwnicy Henryka Lwa nie wykorzystali swojej przewagi. Zamiast skierować się przeciwko głównym siłom wroga, Bernard powrócił do obozu z łupami. W międzyczasie z Italii wrócił cesarz i zarządził zwołanie zjazdu Rzeszy, co doprowadziło do wstrzymania działań wojennych.
Tego samego roku Henryk Lew stracił ważnego sojusznika. 30 grudnia 1178 roku, podczas turnieju rycerskiego w Lüneburgu, zginął obodrycki książę Meklemburgii Przybysław, który spadł z konia. Śmierć tego wodza, dowodzącego licznymi siłami zbrojnymi, była dużym ciosem dla Henryka. Po jego zgonie Meklemburgia pogrążyła się w chaosie.
Latem 1179 roku cesarz wezwał Henryka Lwa na zjazd Rzeszy w Magdeburgu. Cesarz zmienił dotychczasowe postępowanie, toczące się na gruncie prawa krajowego, w proces odwołujący się do prawa lennego. Na zjeździe pojawili się niemal wszyscy przeciwnicy księcia, w tym hrabia Bernard Askańczyk z braćmi, margrabia brandenburski Otto, margrabia łużycki Dietrich II oraz biskupi, m.in. Hubert z Havelbergu. Henryk jednak nie stawił się. Wobec niego wysunięto liczne oskarżenia. Dytryk II, oburzony najazdem Kazimierza na jego marchię, 24 czerwca wezwał Henryka do pojedynku, zarzucając mu zdradę stanu. Henryk nie odpowiedział, lecz przez posłańców poprosił cesarza o osobistą rozmowę. Do spotkania doszło w Haldensleben, lecz negocjacje zakończyły się fiaskiem, gdy Henryk odmówił zapłaty 5 tysięcy marek srebra, których zażądał cesarz w zamian za mediację. Tym samym szansa na zażegnanie konfliktu przepadła.
Cesarz zwołał kolejne zjazdy w lipcu w Naumburgu i w sierpniu w Kayna (dziś dzielnica Zeitz), gdzie Henryk został oficjalnie osądzony. Fryderyk ogłosił go wyjętym spod prawa, nakazując możnym cesarstwa wystąpienie przeciw niemu. Rozpoczęła się decydująca faza wojny domowej.
Henryk postanowił bronić swoich pozycji zbrojnie. We wrześniu 1179 roku zdobył i spalił Halberstadt, nie oszczędzając kościołów ani duchownych. Biskupa Ulricha pojmano i uwięziono. W odpowiedzi arcybiskup magdeburski Wichmann obległ Haldenleben, wspierany przez licznych możnych i rycerstwo. Choć oblężenie trwało cztery tygodnie, miasto pozostało niezdobyte.
W listopadzie Henryk zaatakował Kalbe, równocześnie Kazimierz najechał posiadłości arcybiskupa magdeburskiego w Brandenburgii, niszcząc Jüterbog i klasztor w Zinnie. Walki w Saksonii stawały się coraz bardziej brutalne. W marcu 1180 roku, na zjeździe w Gelnhausen, cesarz odebrał Henrykowi wszystkie tytuły i ziemie, dzieląc księstwo między nowych władców, w tym Bernarda Askańczyka i arcybiskupa Kolonii Filipa.
Mimo to Henryk nie poddawał się. Latem 1180 roku pokonał armie landgrafa Ludwika i Bernarda Askańczyka w bitwie pod Weißensee. Tymczasem Kazimierz przeprowadził zwycięską wyprawę na Łużyce, lecz w kontrataku margrabia Otto I zadał cios Pomorzu, gdzie doszło do krwawych walk. Książę Kazimierz zginął, a władza nad Pomorzem przeszła na jego brata Bogusława.

### Fryderyk Barbarossapodejmuje działania
Latem 1180 roku cesarz osobiście wkroczył do Saksonii, pustosząc włości Henryka. Jedno po drugim padały kolejne zamki, a wojska cesarskie zdobywały strategiczne punkty. Na zjeździe w Werlach w sierpniu 1180 roku cesarz postawił ultimatum: wszyscy sprzymierzeńcy Henryka mieli opuścić jego stronę lub ryzykować utratę majątków. Wydarzenia przyspieszyły, a sojusznicy Henryka zaczęli masowo przechodzić na stronę cesarza. W 1181 roku Fryderyk obległ Brunszwik, zaś pod koniec lata zajął Lüneburg, pozostawiając miasto w rękach Matyldy, żony Henryka. Były książę saski musiał uciekać do Stade.

### Upadek Henryka Lwa i jego wygnanie
W sierpniu 1181 roku cesarz rozpoczął oblężenie Lubeki, do którego wkrótce dołączyli słowiańscy książęta, każdy prowadzący swoje wojska: Bogusław I z Pomorza oraz Niklot II i Henryk Borwin I z Meklemburgii. Na wsparcie przyszły również floty duńskiego króla Waldemara i księcia Rugii Jaromira I.
Upadek Henryka Lwa zakończył się jego kapitulacją przed cesarzem na zjeździe w Erfurcie w listopadzie 1181 roku. Jako wynik tego wydarzenia, Henryk został zmuszony do opuszczenia Niemiec i wyjazdu na wygnanie do południowej Anglii, gdzie znalazł schronienie u swojego teścia, króla Henryka II Plantageneta. Wygnanie miało trwać od trzech do siedmiu lat. 25 lipca 1182 roku Henryk wraz z żoną Matyldą, dwoma synami (Henrykiem i Ottonem), córką Richenzą oraz kilkoma wiernymi towarzyszami opuścił Brunszwik i udał się do Normandii. Jesienią tego roku odbył pielgrzymkę do Santiago de Compostela w Hiszpanii, co miało przynieść mu duchowe odkupienie. Możliwe, że było to nakazane przez cesarza na Hoftagu w Erfurcie. Od Bożego Narodzenia 1182 roku Henryk przebywał na dworze Henryka II. W Winchester w 1184 roku urodziło się czwarte dziecko Matyldy i Henryka, syn Wilhelm.

## Ostatnie lata

### Powrót Henryka Lwa doNiemiec
Po otrzymaniu cesarskiej zgody na powrót, po 29 września 1185r., Henryk Lew z żoną i najstarszym synem Henrykiem ponownie przybyli do Niemiec i natychmiast udali się do Brunszwiku. Choć Lew odtąd na oryginalnych, zachowanych w kancelarii dokumentach podpisywał się tylko jako Henricus dux („Książę Henryk”), bez odniesienia do terytorium i roszczeń, także bez powoływania się na prawo boskie, to jednak nosił tytuł, który ponownie nadała mu sama kancelaria cesarska, odkąd w październiku 1184 roku uzgodniono jego powrót z wygnania.
Gdy zastąpił swoją książęcą pieczęć jeździecką pieczęcią o połowę mniejszych rozmiarów z napisem Sigillum Henrici Ducis (Pieczęć Księcia Henryka), nie oznaczało to, że był gotów zaakceptować zmiany, jakie zaszły w Saksonii podczas jego nieobecności.

### Sytuacja polityczna wSaksonii
Tam wciąż nie wszyscy zaakceptowali Bernarda z rodu Askańczyków jako jego następcę. W Artlenburgu hrabiowie z Ratzenburga, Schwerina, Dannenbergu i Lüchowa oddali mu hołd w 1182 roku, ale hrabiemu Adolfowi III z Holsztyna udało się utrzymać niezależne panowanie, a w Meklemburgii w 1184 roku zięć Henryka Lwa, Henryk Borwin, wraz ze swoim kuzynem Niklotem, podporządkowali się królowi Kanutowi VI z Danii, który prawdopodobnie od 1176 roku był mężem córki Henryka Lwa, Gertrudy, z jego małżeństwa z Klementyną z Zähringen. W następnym roku dołączył do nich Bogusław z Pomorza.

### Próby odbudowania pozycji
Odbudowanie dawnej pozycji wydawało się więc możliwe, zwłaszcza po wyborze kanonika katedralnego w Bremie, Hartwiga z Uthlede, na następcę zmarłego arcybiskupa Zygfryda z Bremy 25 stycznia 1185 roku. Hartwig był kapelanem dworskim, a najpóźniej od 1158 roku notariuszem, od 1167 roku kierował archiwum dokumentów Henryka Lwa i otrzymał swoje kanonikat w Bremie dzięki jego interwencji, co sprawiało, że wybór ten wyglądał na zwycięstwo sprawy Welfów. Jednakże Hartwig początkowo zachowywał postawę wyczekującą i unikał rozmowy, o którą prosił go Henryk. Podobne rozczarowanie miały wywołać listy od Fryderyka Barbarossy, które jednak nie przyniosły żadnych pozytywnych rezultatów.

### Drugie wygnanie
Na koniec lipca 1188 roku Fryderyk zwołał hoftag w Goslarze, aby przygotować krucjatę i zapewnić pokój w cesarstwie. Henryk Lew został zaproszony, by wybrać między trzema opcjami: mógł zostać ponownie włączony w swoje wcześniejsze godności, albo wziąć udział w krucjacie na koszt cesarza i potem odzyskać pełną restitucję; jeżeli jednak nie chciał ani jednego, ani drugiego, miał przysiąc, że na trzy lata opuści kraj wraz ze swoim najstarszym synem. Henryk wolał udać się na obczyznę „niż iść tam, gdzie nie chciał, lub być pozbawionym dawnej godności przez jakiekolwiek jej umniejszenie".
W 1188 roku pojawiła się także alternatywa dla drugiego wygnania, ponieważ książę Waldemar z Danii zaprosił Henryka Lwa, by ten szukał u niego schronienia przed ciągłymi atakami i upokorzeniami oraz prowadził życie godne swojego statusu. Córka Henryka z pierwszego małżeństwa była od piętnastu lat żoną króla Danii, Kanuta VI brata Waldemara. Jednak Henryk ponownie wybrał terytoria swojego teścia, wyjechał z Brunszwiku na Wielkanoc 1189 roku, zostawiając księżną Matyldę, by ta w jego imieniu zarządzała welfijskim majątkiem w Saksonii. Było to pożegnanie na zawsze, małżonkowie nigdy się już nie spotkali.
O jego dalszych losach na kontynencie nic nie wiadomo, ponieważ niemieccy kronikarze stracili go z oczu, a anglo-normańscy byli pochłonięci wojną, którą Henryk II toczył przeciwko Filipowi II oraz przeciwko swojemu własnemu synowi, Ryszardowi Lwie Serce.
Księżna Matylda zmarła już 28 czerwca w Brunszwiku, mając prawdopodobnie zaledwie 32 lata. Na wieść o śmierci Matyldy Henryk natychmiast, wbrew złożonej przysiędze przed cesarzem, postanowił wrócić. Pod koniec września Henryk Lew znajdował się w Brunszwiku przy grobie swojej żony.

### Kampania wojskowa na północySaksonii
Bezpośrednio po powrocie z Anglii, około 29 września, Henryk spotkał się z arcybiskupem Hartwigiem II z Bremy, a to spotkanie stało się początkiem odzyskiwania terytoriów, które książę chciał wykorzystać podczas nieobecności krzyżowców. Ponieważ Hartwig zyskał wielu wrogów w swojej diecezji i w Bremie, potrzebował pomocy i ponownie nadał Henrykowi hrabstwo Stade.
Główne działania militarnego charakteru Henryka Lwa koncentrowały się na ziemiach na północ od Łaby, gdzie hrabiowie Bernard z Ratzenburga i Helmold ze Schwerina przyłączyli się do niego, a także czołowe rodziny w Holsztynie, dla których hrabia Adolf III zawsze był niechcianym władcą. Szybko upadły jego zamki w Hamburgu, Plön i Itzehoe, które przejęli zwolennicy Henryka, tylko Lubeka i zamek Segeberg oparły się. Pod koniec października Henryk zdobył Bardowick. Zaraz potem, na początku listopada, przekroczył Łabę i zdobył Lubekę. Segeberg utrzymał się, ale Bernard z Ratzenburga zdobył Lauenburg i wciągnął mieszkańców nowego miasta Hamburga w opozycję przeciw Adolfowi III.

### Konflikt zHenrykiem VI
Tymczasem król Henryk VI, syn Fryderyka Barbarossy i jego pełnomocnik podczas krucjaty, zebrał wszystkich niemieckich książąt na połowę listopada przeciwko Henrykowi Lwu. Armia, do której dołączyli także arcybiskupi Moguncji i Kolonii, zbierała się na północny wschód od Goslar, przy Hornburgu, aby stamtąd zaatakować Brunszwik. Młodszy Henryk bronił jednak dobrze ufortyfikowanego miasta tak skutecznie, że wyprawa, rozpoczęta lekkomyślnie w zimowej mroźnej pogodzie, musiała zostać przerwana.
Po śmierci króla Wilhelma II z Sycylii, Henryk VI musiał jak najszybciej wysłać armię na Sycylię, dlatego też zgodził się na zawarcie pokoju z Henrykiem Lwem. Podczas zjazdu dworskiego w Fuldzie, w lipcu 1190 roku, Henryk Lew obiecał całkowicie rozbroić Brunszwik oraz częściowo Lauenburg, podzielić się dochodami z miasta Lubeka z Adolfem III z Holsztyna i zagwarantować mu utrzymanie jego hrabstwa, a także przekazać królowi swojego syna Lothara jako zakładnika oraz wysłać mu Henryka Młodszego z pięćdziesięcioma rycerzami na wyprawę sycylijską. Podobno zgodził się na te warunki pokojowe tylko dlatego, że obiecano mu pełną restytucję.

### ŚmierćFryderyka Barbarossyi nowe konflikty
Wiadomość o śmierci Fryderyka Barbarossy, który zginął 10 czerwca 1190 roku w Azji Mniejszej, opóźniła wyruszenie Henryka VI do końca roku, a wkrótce potem Henryk Lew przestał przestrzegać pokoju z Fuldy i kontynuował swoje podboje w kraju na północ od Łaby z dużym powodzeniem. Młodszy Henryk co prawda podążył za królem do Włoch i wziął udział w koronacji Henryka VI na króla rzymskiego 15 kwietnia 1191 roku w Rzymie, ale już kilka tygodni później opuścił wojsko podczas oblężenia Neapolu, które rozpoczęło się pod koniec maja. Tam wybuchła epidemia, która miała podobnie katastrofalne skutki jak epidemia dżumy w wojsku Fryderyka Barbarossy pod Rzymem latem 1167 roku.
Oprócz plotki, że cesarz zmarł przed Neapolem, przywiózł on ze sobą ważny przywilej, który uzyskał 5 sierpnia 1191 roku w Rzymie od papieża Celestyna III. Zawierał on postanowienie, że Henryk Lew i jego synowie mogą być ekskomunikowani tylko przez papieża lub papieskiego legata, któremu nadano do tego specjalne upoważnienie. Dzięki temu pozbawiono biskupów wrogów skutecznej broni, a papież sygnalizował, że – być może z powodu zdrady Henryka Lwa wobec cesarza – okazuje Welfom swoje przychylne nastawienie.
Nie jest pewne, czy w Niemczech, z istotnym udziałem Henryka Lwa, zaczęto już rozważać nadchodzącą elekcję królewską, w każdym razie cesarz wysłał posłańców i jeszcze z Włoch poprosił arcybiskupa Wichmana z Magdeburga, aby zwołał wszystkich książąt saskich na koniec roku 1191 do Goslaru. W drodze powrotnej Henryk VI wziął udział w pogrzebie Welfa VI w górnobawarskim klasztorze Steingaden, który zmarł 15 grudnia w Memmingen; po jego śmierci szwabskie posiadłości Welfów ostatecznie przypadły Staufom.
W czerwcu 1192 roku biskupi Hildesheimu i Halberstadt, opat z Corvey oraz inni książęta zgromadzili się z pokaźnym wojskiem pod Leiferde, w pobliżu Brunszwiku, jednak bezskutecznie czekali na cesarza i przez ten czas pustoszyli okolicę, aż do momentu, kiedy przeor Gerard ze Steterburgu udało się wynegocjować rozejm. Śmierć Wichmana z Magdeburga 25 sierpnia 1192 roku ułatwiła gotowość do zawarcia pokoju ze strony przeciwników Welfów, a nieobecność cesarza jasno pokazała, że Henryk VI nie zamierzał rozwiązywać konfliktu wojną i zniszczeniem Welfów. Dopiero późną jesienią cesarz przybył do Saksonii i 21 października spotkał się z wielkimi saskimi książętami w Nordhausen. Tam postanowiono, że biskup Waldemar ze Szlezwiku, członek duńskiej rodziny królewskiej, zastąpi biskupa Hartwiga II, który został wygnany z Bremy przez Henryka VI już w 1190 roku. W ten sposób cesarz, który dążył do równowagi sił w cesarstwie, wyszedł naprzeciw Sasom, nie szkodząc jednak poważnie Henrykowi Lwowi.

## Saksonia za panowania Henryka Lwa
Saksonia, wraz z terenami słowiańskimi, które zostały przez nią podbite, stała się jednym z kluczowych regionów ekonomicznych Niemiec obok Nadrenii i Bawarii. Główną rolę w tym sukcesie odegrał Henryk Lew. Wspierał rozwój miast podległych jego władzy, które zajmowały się dalekosiężnym handlem. Zyski płynące z tej działalności stanowiły dla niego istotne źródło dochodów. Przez Saksonię i Meklemburgię przebiegały ważne szlaki komunikacyjne, łączące Europę Zachodnią z Rusią oraz Skandynawią. Szlaki te przemierzali licznie niemieccy kupcy, korzystający z przywilejów nadawanych im przez Henryka Lwa. Na rynkach saskich pojawiali się również handlarze z innych krajów, oferując atrakcyjne i egzotyczne towary, sprowadzane często z bardzo odległych regionów świata. Książę Saksonii szczególnie wspierał rozwój Lubeki, która wkrótce stała się głównym ośrodkiem handlowym w północno-zachodniej Europie. Kupcy z Lubeki zostali zwolnieni z opłat celnych na terenie całego księstwa, co znacząco ułatwiło im działalność gospodarczą i przyczyniło się do ich bogacenia. Rola miasta jeszcze wzrosła, gdy Henryk Lew zdecydował o przeniesieniu biskupstwa z Oldenburga właśnie do Lubeki. Spośród innych miast warto wyróżnić Brunszwik, znany jako centrum handlu tekstyliami, oraz Limeburg, który dostarczał sól dla Saksonii. Mimo że wspierał rozwój miast i ich samorządów, Henryk Lew nie rezygnował z kontrolowania kluczowych miejskich przywilejów, które były źródłem dochodów, takich jak sądownictwo wyższe, prawa targowe, pobór ceł, emisja monet czy inne formy wpływów. Oprócz miast, istotnym filarem ekonomicznym Henryka Lwa były jego majątki ziemskie, zarządzane w sposób efektywny i planowy. Administracja skoncentrowała się na intensyfikacji produkcji rolnej oraz hodowli, a także na powiększaniu terenów uprawnych. Nowe osadnictwo rozwijano na obszarach dotąd niezagospodarowanych – leśnych lub podmokłych. Dodatkowo dochody książęce zasilały różnego rodzaju świadczenia poddanych zarówno z terenu księstwa, jak i ziem podbitych. Dzięki temu Henryk Lew, obok króla Fryderyka I, stał się jednym z najpotężniejszych feudałów ówczesnych Niemiec. Jego pozycję potwierdził fakt, że angielski król Henryk II Plantagenet oddał mu za żonę swoją córkę Matyldę, a wielu innych władców europejskich utrzymywało z dworem Henryka Lwa ścisłe relacje dyplomatyczne.

## Następstwo po Henryku
Wśród uczestników krucjaty połabskiej jako jedyny południowoniemiecki książę do armii Henryka Lwa dołączył książę Konrad von Zähringen, kontynuując w ten sposób tradycję wcześniejszych sojuszy między Welfami a Zähringami. Henryk Lew  w 1147r.  poślubił  Klemencję von Zähringen, córkę księcia Konrada. Małżeństwo to, w ramach którego Klemencja wniosła w posagu zamek i władzę nad Badenweiler wraz z pięciuset łanami ziemi oraz stu ministeriałami, miało umocnić sojusz między Welfami a Zähringami przeciwko Staufom. Prawdopodobnie umowa małżeńska została zawarta podczas wyprawy przeciwko Słowianom. Z tego małżeństwa Henryk miał troje dzieci: syna i dwie córki. Pierworodny syn, Henryk, zmarł jako małe dziecko w Lüneburgu, spadając z przewijaka, i został pochowany w honorowym miejscu, przy grobowcach fundatorów, przed ołtarzem krzyżowym w klasztornym kościele św. Michała, należącym do Billungów. Na jego rzecz ojciec ufundował darowiznę – młyn wodny nad Ilmenau. Około 1150 roku urodziła się jego córka Gertruda, która w 1166 roku poślubiła księcia Fryderyka IV Szwabskiego, syna króla Konrada III. Małżeństwo to miało zbliżyć rodziny Welfów, Staufów i Zähringów w Szwabii. Jednak już w następnym roku książę Fryderyk zmarł w Toskanii wskutek epidemii, która wybuchła w niemieckiej armii pod Rzymem. Gertruda została wdową. W 1171 r. Waldemar I król Danii zawarł pokój z Henrykiem Lwem i zaaranżował małżeństwo Gertrudy z następcą duńskiego tronu, Knutem. Jako królowa Danii Gertruda zmarła bezdzietnie 1 lipca 1197 roku. Jej młodsza siostra, Richenza, zmarła w wieku dziecięcym.
W 1162 roku Henryk Lew oddalił swoją pierwszą żonę, Klementynę z Zähringen, powołując się na zbyt bliskie pokrewieństwo, które według prawa kanonicznego stanowiło przeszkodę małżeńską. Jednak główną przyczyną rozwodu były zapewne względy polityczne i dynastyczne. Małżeństwo z angielską księżniczką Matyldą miało zwiększyć prestiż Henryka wobec narastającego oporu saskiej szlachty. Z czternastoletniego małżeństwa z Klementyną nie doczekał się męskiego potomka, a związek z dynastią anglonormańską miał również umocnić jego pozycję polityczną. Ponadto sojusz Welfów z Zähringen, skierowany wcześniej przeciwko Hohenstaufom, stracił na znaczeniu z powodu dobrej relacji Henryka z jego kuzynem Barbarossą.
Ślub Henryka z Matyldą odbył się w 1168 roku w katedrze w Minden, a uroczystości weselne miały miejsce w Brunszwiku. Katedra w Minden otrzymała w dniu zaślubin, 1 lutego 1168 roku, darowiznę w postaci gospodarstwa rolnego, co potwierdzono w dokumencie: „tego dnia, gdy Henryk, książę Bawarii i Saksonii, poślubił Matyldę, córkę króla Anglii”. Małżeństwo przyniosło Henrykowi zarówno znaczące wpływy z nowoczesnej anglonormańskiej cywilizacji, jak i ogromne korzyści materialne. Według angielskiego skarbu posag Matyldy wynosił 5102 funty. Wyprawa ślubna została przetransportowana do Saksonii w dwudziestu workach i skrzyniach na statkach. Pieniądze te Henryk przeznaczył na budowle, fundacje oraz swoją wielką pielgrzymkę do Jerozolimy w 1172 roku. Matylda urodziła Henrykowi co najmniej pięcioro dzieci w ciągu trzynastu lat : w 1172 roku urodziła córkę Richenzę (później zwaną Matyldą) a także synów Henryka (1173), Lotara (1174 lub 1175), Ottona (1177) i Wilhelma (1184) .